# Space Oddity (álbum)
Space Oddity es el segundo álbum del músico de rock británico David Bowie lanzado en 1969. Originalmente lo lanzó Philips en el Reino Unido bajo el título David Bowie y por Mercury en Estados Unidos como Man of Words/Man of Music, siendo relanzado por RCA Records en 1972 con el título actual.
Al respecto de su mezcla de folk, baladas y rock progresivo, los editores de NME Roy Carr y Charles Shaar Murray dijeron, "Partes pertenecen al 67 y otras al 72, pero en 1969 todo parecía incongruente. Básicamente, David Bowie se puede ver en retrospectiva como todo lo que Bowie había sido y un poco de lo que iba a ser, todo mezclado y luchando por el control..."
El álbum surgió después de que Bowie hiciera la transición de un músico inspirado en cabaret/vanguardia a un sonido hippie/folk, y como tal, el álbum es un punto de inflexión importante desde su debut en 1967.
La canción que da el título al álbum, fue utilizada por la cadena BBC para transmitir el alunizaje en 1969.

## Composición
"Space Oddity", todavía considerada una de las canciones más conocidas de Bowie, es una pieza semiacústica que cuenta con una inquietante atmósfera gracias al mellotron de Rick Wakeman. El título y la temática están inspirados en la película de Stanley Kubrick 2001: A Space Odyssey e introduce al personaje Major Tom. La canción data de febrero de 1969. Fue escrita para un film promocional llamado "Love You Till Tuesday". La intención del video era venderle una nueva etiqueta a Bowie, ya que había sido retirado de Deram Records en abril de 1968. Su gerente Kenneth Pitt le instó a grabar un nuevo material y así nació "Space Oddity". Algunos críticos han visto la canción como una metáfora sobre el consumo de heroína, citando la cuenta atrás que inicia el tema como una analogía sobre el espacio de tiempo entre el pinchazo de la aguja y el "subidón", en parte por la confesión de Bowie de su "estúpido coqueteo con la heroína" en 1968. Su éxito de 1980 "Ashes to Ashes" declara "We know Major Tom's a junkie" ("sabemos que Major Tom es un yonki").
"Unwashed and Somewhat Slightly Dazed" muestra una gran influencia de Bob Dylan, con su armónica, una tensa guitarra y sus gruñidos vocales. "Letter to Hermione" es una balada de despedida dedicada a la antigua novia de Bowie, Hermione Farthingale, quien también es la protagonista de "An Occasional Dream", una suave canción de folk con similitudes con el álbum debut de 1967. "God Knows I'm Good", una historia sobre un ladronzuelo, también recuerda a sus primeras grabaciones.
"Don't Sit Down", un jam de 40 segundos que no se encuentra en la lista y que se escucha luego de la segunda canción del álbum en el LP de UK, fue excluido del lanzamiento de Mercury en Estados Unidos y de la reedición de RCA de 1972. La pieza se incluyó una vez más- como una canción independiente - en los lanzamientos de CD del álbum en la década de 1990. Las reediciones de 2009 y 2015 devolvieron la pieza a su estado original como una pista oculta.
"Cygnet Committee" ha sido considerado por algunos críticos como la "primera obra maestra" de Bowie. Comúnmente considerada la pista del álbum más indicativa sobre la futura dirección del artista, su personaje principal es una figura mesiánica "quien rompe barreras para sus jóvenes seguidores, pero que encuentra que sólo les ha dado los medios para rechazar y destruirle". Bowie lo ha descrito como una rendición a esos hippies dispuestos a seguir a cualquier líder carismático. Otra pista citada como presagio de los temas recurrentes de Bowie en los 70, en este caso el de la fractura de la personalidad, es "Janine", que contiene la frase "Pero si me dieras un hachazo matarías a otro hombre, no a mí"
La canción "Wild Eyed Boy from Freecloud" influenciada por el budismo en el álbum aparece en una versión más pesada y expandida comparada con la versión de guitarra y violonchelo que aparece originalmente en la Cara B del sencillo "Space Oddity"; la versión del álbum contiene la música de una orquesta de 50 músicos, además de ser la primera canción de Bowie en contar con la colaboración de Mick Ronson, tocando la guitarra y haciendo palmas.
"Memory of a Free Festival" es una remembranza de un festival de arte organizado por Bowie en agosto de 1969. El coro de la canción ("La máquina del sol está bajando y tendremos una fiesta") ha sido comparada con el de "Hey Jude" de The Beatles; también ha sido interpretada como una burla a la contracultura a la que supuestamente alababa. Las voces de fondo para el final multitudinario contaron con la presencia de Bob Harris, su esposa Sue, Tony Woollcott y Marc Bolan entre otras personas.En 1970 Bowie acortó la pieza para las Caras A y B de una versión más orientada al rock and roll junto a la banda que le acompañó en la grabación de The Man Who Sold the World ese mismo año: Mick Ronson, Tony Visconti y Mick Woodmansey - una forma embriónica de Ziggy Stardust's Spiders From Mars.

## Producción y lanzamiento
Considerado "el verdadero primer álbum de Bowie", y considerado su primer esfuerzo digno para ser reeditado por compañías discográficas, en Space Oddity aparece una gran variedad de colaboradores, entre ellos los músicos de sesión Herbie Flowers, Tim Renwick, Terry Cox y Rick Wakeman, además del violonchelista Paul Buckmaster, el multiinstrumentista y productor Tony Visconti y el bajista John Lodge (no confundir con el bajista de The Moody Blues del mismo nombre). Antes de que comenzara la grabación del álbum en Trident Studios, se había seleccionado la canción "Space Oddity" para ser el primer sencillo basado en una demo. Tony Visconti lo vio como una "grabación novedosa" y le pasó a Gus Dudgeon la responsabilidad de la producción. Sin embargo Visconti produjo todo el resto de los temas que aparecen en el álbum. Tim Renwick, John 'Honk' Lodge, Mick Wayne y John Cambridge, todos de la banda Junior's Eyes, aparecieron en las sesiones del álbum y sirvieron brevemente como la banda de acompañamiento de Bowie para las presentaciones en vivo y en una sesión de la BBC Radio en octubre de 1969.
Aunque la canción de apertura le había dado a Bowie el número 5 en el Reino Unido a principios de año, el resto del material se parecía poco a él y el álbum fue un fracaso comercial en su lanzamiento inicial, a pesar de algunas críticas decentes. The New York Times, en una reseña publicada más de un año después del lanzamiento del álbum, elogió el álbum, llamándolo, "una visión completa, coherente y brillante". Por otro lado, el crítico de Village Voice, Robert Christgau consideró este álbum, al igual que su debut, como "excursiones exageradas". Sin embargo, la reedición de noviembre de 1972, lanzada cuando Bowie comenzó a tener éxito con The Rise and Fall of Ziggy Stardust and the Spiders from Mars, y presentando una foto contemporánea de Ziggy en la portada, quedó en el puesto 17 en las listas del Reino Unido y en el 16 en Estados Unidos.

## Portada
La portada del LP original del Reino Unido de David Bowie muestra un retrato facial de Bowie encima de un diseño gráfico del artista Victor Vasarely con puntos azules y violetas sobre un fondo verde. La misma portada se usó en la versión estadounidense de Mercury llamada Man of Words/Man of Music, pero sobre un fondo azul. Cuando se relanzó el álbum con el título de Space Oddity en 1972 por RCA, se puso un retrato de la época de Ziggy Stardust. Para la reedición en CD de 1999 se volvió a la portada original británica, aunque se añadió el nuevo título debajo de la foto de Bowie para evitar más confusiones con el mismo. La edición del 40 aniversario de 2009, y la edición de 2015, también tienen la portada original del Reino Unido, aunque vuelven al tinte verde original y al título de David Bowie.

## Lista de canciones
Todas las canciones compuestas por David Bowie.
Lado A
| N.º | Título                                                                              | Duración |  |
| 1.  | «Space Oddity»                                                                      | 5:15     |  |
| 2.  | «Unwashed and Somewhat Slightly Dazed»                                              | 6:11     |  |
| 3.  | «(Don't Sit Down)» (Pista oculta; posteriormente suprimida en la reedición de 1972) | 0:43     |  |
| 4.  | «Letter to Hermione»                                                                | 2:28     |  |
| 5.  | «Cygnet Committee»                                                                  | 9:33     |  |

Lado B
| N.º | Título                         | Duración |  |
| 6.  | «Janine»                       | 3:18     |  |
| 7.  | «An Occasional Dream»          | 2:51     |  |
| 8.  | «Wild Eyed Boy from Freecloud» | 4:45     |  |
| 9.  | «God Knows I'm Good»           | 3:13     |  |
| 10. | «Memory of a Free Festival»    | 7:05     |  |

## Historia de lanzamientos
| Región         | Fecha                  | Título                    | Discográfica | Formato    | N.º Catálogo |
| -------------- | ---------------------- | ------------------------- | ------------ | ---------- | ------------ |
| Reino Unido    | 4 de noviembre de 1969 | David Bowie               | Philips      | Estéreo LP | SBL 7912     |
| Estados Unidos | 1969                   | Man of Words/Man of Music | Mercury      | Estéreo LP | 61246        |
| Estados Unidos | 1972                   | Space Oddity              | RCA          | Estéreo LP | LSP 4813     |

### Lanzamientos en CD
Space Oddity se lanzó por primera vez a través de la discográfica RCA en 1984. Siguiendo el lanzamiento en LP de RCA de 1972, no se incluye la pista "Don't Sit Down".
En 1990, se lanzó el álbum a través de Rykodisc/EMI con una lista de temas expandida que incluye "Don't Sit Down" además de "Conversation Piece" y la regrabación en dos parte de "Memory of a Free Festival" que se lanzó como sencillo en 1970.

#### Pistas adicionales 1990
1. "Conversation Piece" (1970 Cara B de "The Prettiest Star") – 3:05
2. "Memory of a Free Festival Part 1" (Versión cara A sencillo de 1970) – 3:59
3. "Memory of a Free Festival Part 2" (Versión cara B sencillo de 1970) – 3:31

El álbum se volvió a reeditar en 1999 a través de EMI, sin pistas adicionales pero con un sonido remasterizado de 24-bits y con la canción "Don't Sit Down". El mini LP japonés lleva una réplica de la portada del LP Philips.

#### Disco extra 2009
1. "Space Oddity" (demo) - 5.10
2. "An Occasional Dream" (demo) - 2.49
3. "Wild Eyed Boy From Freecloud" (Cara B sencillo con intro hablada) - 4.56
4. Brian Matthew interviews David/"Let Me Sleep Beside You" (BBC Radio session D.L.T. Show) - 4.45
5. "Unwashed And Somewhat Slightly Dazed" (BBC Radio session D.L.T. Show) - 3.54
6. "Janine" (BBC Radio session: D.L.T. Show) - 3.02
7. "London Bye Ta-Ta" (versión estéreo) - 3.12
8. "Prettiest Star" (versión estéreo) - 3.12
9. "Conversation Piece" (versión estéreo) - 3.06
10. "Memory Of A Free Festival (Part 1)" (Cara A sencillo) - 4.01
11. "Memory Of A Free Festival (Part 2)" (Cara A sencillo) - 3.30
12. "Wild Eyed Boy From Freecloud" (mezcla alternativa) - 4.45
13. "Memory Of A Free Festival" (mezcla alternativa) - 9.22
14. "London Bye Ta-Ta" (mezcla alternativa en estéreo) - 2.34
15. "Ragazzo Solo, Ragazza Sola" (versión estéreo duración larga) - 5.14

## Personal
- David Bowie – voz, guitarra de doce cuerdas, stylophone
- Rick Wakeman – mellotron, clavecín eléctrico, teclados
- Terry Cox – batería
- Tim Renwick – guitarra eléctrica
- Keith Christmas – guitarra acústica
- Mick Wayne – guitarra
- Tony Visconti – bajo, flauta, grabadora
- Herbie Flowers – bajo
- Benny Marshall and Friends – armónica
- Paul Buckmaster – violonchelo

## Posición en listas
Álbum
| Año  | Lista                        | Posición |
| ---- | ---------------------------- | -------- |
| 1972 | UK Albums Chart              | 17       |
| 1973 | Lista australiana de álbumes | 21       |
| 1973 | Billboard Pop Albums         | 16       |

Sencillo
| Año  | Sencillo       | Lista                 | Posición |
| ---- | -------------- | --------------------- | -------- |
| 1969 | "Space Oddity" | UK Singles Chart      | 5        |
| 1973 | "Space Oddity" | Billboard Pop Singles | 15       |
| 1975 | "Space Oddity" | UK Singles Chart      | 1        |